# Килл (Уотерфорд)
Килл (англ. Kill; ирл. An Chill) — деревня в Ирландии, находится в графстве Уотерфорд (провинция Манстер).

## Демография
Население — 194 человека (по переписи 2006 года). В 2002 году население составляло 173 человек.
Данные переписи 2006 года:
| Общие демографические показатели |               |                               |                               |      |      |
| Всё население                    | Всё население | Изменения населения 2002—2006 | Изменения населения 2002—2006 | 2006 | 2006 |
| 2002                             | 2006          | чел.                          | %                             | муж. | жен. |
| 173                              | 194           | 21                            | 12,1                          | 93   | 101  |